# Rhamphomyia variabilis
Rhamphomyia variabilis är en tvåvingeart som först beskrevs av Fallen 1816.  Rhamphomyia variabilis ingår i släktet Rhamphomyia och familjen dansflugor. Arten är reproducerande i Sverige. Inga underarter finns listade i Catalogue of Life.

## Bildgalleri

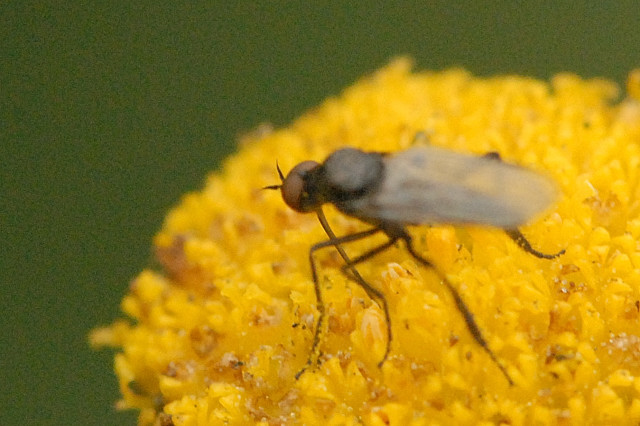